# The Wrecker (film 1929)
The Wrecker è un film muto del 1929 diretto da Géza von Bolváry. Il film è una co-produzione anglo-tedesca. Il soggetto è tratto da Edgar Wallace e dal testo teatrale di Bernard Merivale e Arnold Ridley.

## Trama
L'opinione pubblica britannica è tenuta con il fiato sospeso da una serie di attentati contro la rete ferroviaria che ha mietuto già numerose vittime. Sir Gerald Bartlett, il presidente della compagnia ferroviaria, incarica il nipote Roger Doyle di indagare. Roger insieme alla sua assistente Mary Shelton viene a scoprire una realtà sorprendente: mettendo a confronto tutti i dati in suo possesso, nota che tutti gli attentati sono stati effettuati sul percorso dove la ferrovia è in diretta competizione con una linea di pullman appartenente a Ambrogio Barney.
Messo alle strette, il colpevole fugge. Inseguito da Doyle e da Mary, Barney salta su un treno in movimento. Ma Doyle riesce a metterlo fuori combattimento.

## Produzione
Il film fu prodotto dalla Gainsborough Pictures e dalla F.P.S.-Film GmbH. Venne girato nel 1928.

## Distribuzione
Distribuito dalla Woolf & Freedman Film Service, il film uscì in prima a Londra il 17 luglio 1929. Co-produzione tedesca, uscì in Germania distribuito dall'Universum Film (UFA) con il titolo Der Würger. La prima si tenne il 27 agosto 1929 all'Ufa-Palast am Zoo di Berlino.

Negli USA, venne distribuito dalla Tiffany Productions, uscendo nelle sale il 17 agosto 1929.
Il 16 novembre 2009, il film è uscito in Gran Bretagna in DVD distribuito dalla Strike Force Entertainment DVD edition .